# پاتریسیا وئرتز
پاتریسیا وئرتز، (به انگلیسی: Patricia Woertz) (زاده ۱۷ مارس ۱۹۵۳) کارآفرین، صنعتگر و مدیر ارشد اجرایی آمریکایی است، که اکنون به‌عنوان مدیر عامل اجرایی شرکت آرچر دنیلز میدلند فعالیت می‌نماید.
وی پیشینه ۲۹ سال فعالیت را در شرکت نفتی شورون دارا می‌باشد، همچنین پیشینه مدیریت در شرکت‌های ارنست اند یانگ و گلف اویل را نیز در کارنامه خود دارد.